# Lisa De Vanna
Lisa Marie De Vanna (nascuda el 14 novembre de 1984) és una futbolista australiana que actualment juga al Melbourne City de la Australian W-League, també és capitana de l'equip nacional australià i juga en la posició de davantera Durant la seua trajectòria amb les Matildas, ha marcat més gols sortint des de la banqueta i ha estat etiquetat com a "super-sub". És considerada una de les futbolistes més importants del món.
Ha jugat 117 partits i ha marcat 40 gols per Austràlia, i ha sigut campiona d'Àsia i quartfinalista mundial i olímpica amb la selecció.
Va ser inclosa al equip ideal dels Mundial 2007 i 2015, i va ser nomenada millor jugadora australiana del 2013. Un gol seu amb el Sky Blue FC a la NWSL va ser nominat per al Premi Puskás 2013.

## Inicis
De Vanna va néixer a Perth, Austràlia. Va créixer en la petita ciutat portuària de Fremantle, situada, aproximadament, 30 minuts al sud-oest de Perth. De Vanna va desenvolupar el seu amor pel futbol des de molt jove i ha afirmat que dormia amb la seua pilota de futbol i gastava la majoria del seu temps en jugar a futbolal carrer amb el seu germà.

## Trajectòria
| Temporades               | Clubs                                                           | Títols      | Selecció (fases finals)                     |
| ------------------------ | --------------------------------------------------------------- | ----------- | ------------------------------------------- |
| 2001 - 2004              | Adelaide Sensation                                              |             | Jocs Olímpics 2004 (QF)                     |
| 2004 - 2008 06/07        | Western Waves Doncaster Rovers                                  |             | Copa Asiàtica 2006 (SC) Mundial 2007 (QF)   |
| 2008 2008 - 2009         | AIK Solna Perth Glory                                           |             | Copa Asiàtica 2008 (4t) 0                   |
| 2009 - 2011 10/11 11/12  | Washington Freedom Brisbane Roar Newcastle Jets                 | 0 1 Lliga 0 | Copa Asiàtica 2010 (C) Mundial 2011 (QF) 0  |
| 2012 12/13               | Linköpings FC Perth Glory                                       |             |                                             |
| 2013 2014 13/14 - 14/15  | Sky Blue FC Boston Breakers Washington Spirit Melbourne Victory | 0 1 Lliga   | 0 Copa Asiàtica 2014 (SC) Mundial 2015 (QF) |
| 15/16 - act. 2016 - act. | Melbourne City North Shore Mariners                             | 1 Lliga 0   | Jocs Olímpics 2016 (QF) 0                   |

### Club

#### Doncaster Rovers Belles L.F.C., 2006–07
L'octubre del 2006 De Vanna va signar pel Doncaster Rovers Belles, i va deixar l'equip anglès el març del 2007.

#### AIK Fotboll Dam, 2008
De Vanna va jugar per l'AIK suec la temporada 2008 de la Damallsvenskan. De Vanna va tenir una temporada molt reeixida, sent la 5a màxima golejadora amb 15 gols, ajudant l'AIK en la seua temporada més important.

#### Perth Glory, 2008–09
El novembre del 2008, De Vanna va signar pel Perth Glory australià i va fer el seu debut el 8 de novembre de 2008 contra el Melbourne Victory.

#### Washington Freedom / magicJack, 2009–11
El setembre del 2008, De Vanna va ser seleccionada pel Washington Freedom de la Women's Professional Soccer. Va ser la 18a selecció global en el draft del 2008. Va signar pel Liberty, oficialment, el març del 2009. Durant els següents tres anys, va jugar pel Washington Freedom i el seu successor magicJack en l'WPS així com el Perth Glory, el Brisbane Roar i el Newcastle Jets de la W-Lliga d'Austràlia.

#### Linköping FC, 2012

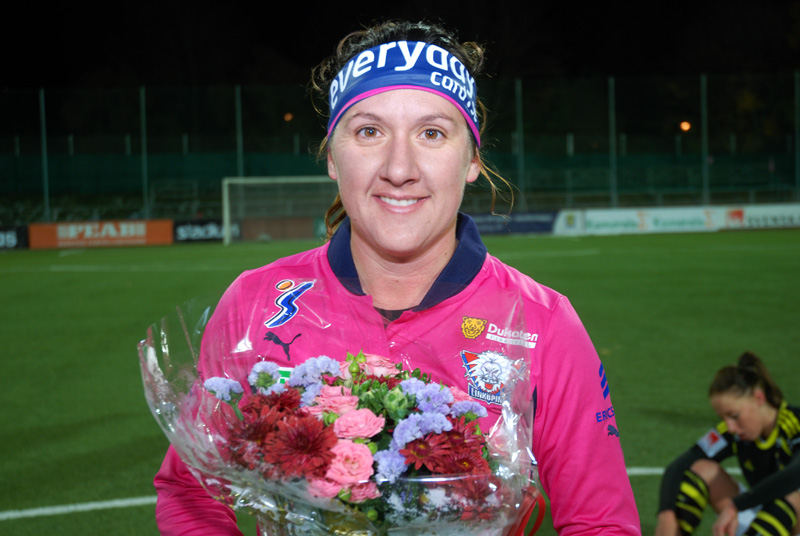
De Vanna amb el Linköping el 2012

Amb la suspensió de la WPS, De Vanna va signar pel Linköpings FC de la Damallsvenskan. Va marcar cinc gols en els seus primers vuit partits incloent-hi un hattrick contra el Piteå IF el 3 de juny de 2012. Durant un partit contra Kopparbergs/Göteborg FC el 14 d'octubre de 2012, va marcar el gol guanyador en el 82è minut. Linköping va acabar tercer durant la temporada regular amb un registre 11–6–5. De Vanna va acabar la temporada 2012 havent-hi començat 18 dels 22 partits que va jugar i marcant set gols.

#### Sky Blue FC, 2013
L'1 de febrer de 2013, va ser anunciat que De Vanna signava amb l'Sky Blue FC per la temporada inaugural de la National Women's Soccer League, la nova divisió superior dels Estats Units. El juny del 2013, De Vanna va marcar un gol espectacular i va ser nomenada jugadora de la lliga de la setmana. El seu gol va tenir una repercussió internacional i es va tornar viral a les pàgines web i les xarxes socials i YouTube. També va ser elegida MVP de la NWSL per la setmana 8. Durant un partit contra el Western New York Flash el 21 de juliol de 2013, De Vanna va patir una greu lesió. De Vanna va començar 16 dels 17 partit que va jugar i va marcar cinc gols. L'Sky Blue va acabar el quart classificat durant la temporada regular amb un rècord 10–6–6.

#### Melbourne Victory, 2013–14
L'octubre 2013, va ser confirmat que De Vanna havia signat per Melbourne Victory.

#### Boston Breakers, 2014
El 3 de març de 2014, l'Sky Blue va traspassar De Vanna als Boston Breakers a canvi d'unes rondes de draft, de les quals en sorgiria Sarah Killion.

## Palmarès

### Club
Brisbane Roar
- W-League 2010–11

Melbourne Victory
- W-League: 2013–14

Melbourne City
- W-League: 2015-16

### Internacional
Austràlia
- La copa asiàtica de Dones d'AFC : 2010

### Individual
- Julie Dolan Medalla: 2002–03
- Dones Nacional Soccer Lliga Bota Daurada: 2002–03
- La copa Mundial de Dones de FIFA Tot-Equip d'Estrella: 2007, 2015
- FIFA Puskás candidat de Premi: 2013
- FFA Futbolista Femella de l'Any: 2013